# Фільмографія Стівена Спілберга

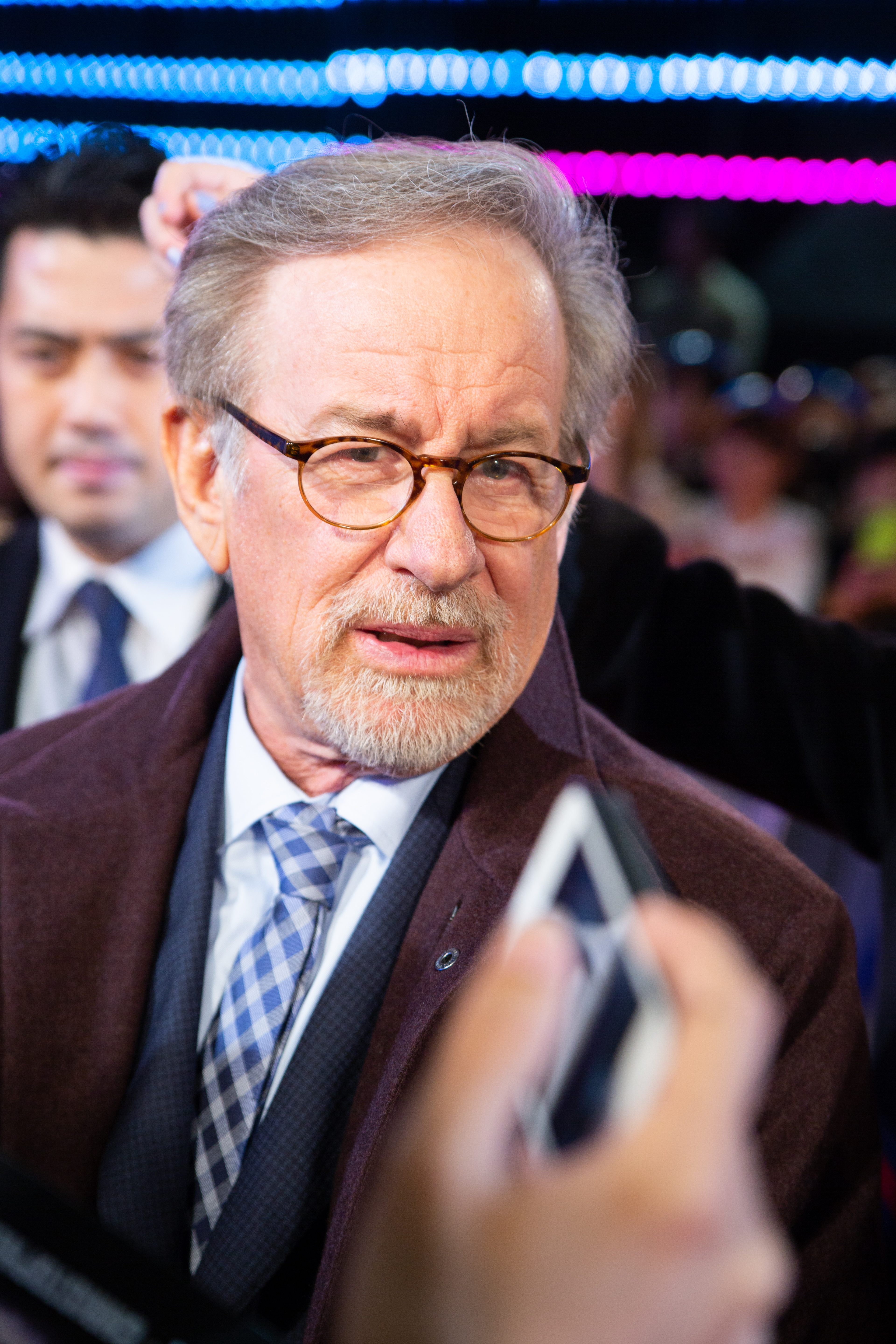
Спілберг в 2018 році

Стівен Спілберг (англ. Steven Spielberg, 18 грудня 1946) — американський режисер, продюсер і сценарист. Вважається одним з основоположників епохи Нового Голлівуду, а також одним з найпопулярніших режисерів і продюсерів в історії кіно. Спілберг є одним із співзасновників DreamWorks Studio. На цій сторінці представлені його режисерські, продюсерські та сценарні роботи в кіно.

## Фільми

### Режисер і сценарист
| Рік  | Назва українською                               | Оригінальна назва                                  | Режисер | Продюсер   | Сценарист | Примітки                                                                  | Джерела |
| ---- | ----------------------------------------------- | -------------------------------------------------- | ------- | ---------- | --------- | ------------------------------------------------------------------------- | ------- |
| 1964 | Полум'я пристрасті                              | Firelight                                          | Так     | Так        | Так       | Аматорське кіно; також монтажер, оператор і композитор                    |         |
| 1971 | Дуель                                           | Duel                                               | Так     | Ні         | Ні        | Телефільм                                                                 |         |
| 1973 | Небесні аси Елі і Роуджер                       | Ace Eli and Rodger of the Skies                    | Ні      | Ні         | Історія   |                                                                           |         |
| 1974 | Шугарлендський експрес                          | The Sugarland Express                              | Так     | Ні         | Історія   | Режисерський дебют у театрі                                               |         |
| 1975 | Щелепи                                          | Jaws                                               | Так     | Ні         | Ні        | Також виконав роль музиканта з кларнетом в оркестрі, не вказаний в титрах |         |
| 1977 | Близькі контакти третього ступеня               | Close Encounters of the Third Kind                 | Так     | Ні         | Так       | Також автор концептів візуальних ефектів                                  |         |
| 1979 | 1941                                            | 1941                                               | Так     | Ні         | Ні        |                                                                           |         |
| 1981 | Індіана Джонс: У пошуках втраченого ковчега     | Raiders of the Lost Ark                            | Так     | Ні         | Ні        |                                                                           |         |
| 1982 | Іншопланетянин                                  | E.T. the Extra-Terrestrial                         | Так     | Так        | Ні        |                                                                           |         |
| 1982 | Полтергейст                                     | Poltergeist                                        | Ні      | Так        | Так       | Співавтор сценарію разом з Майклом Грейсм і Марком Віктором               |         |
| 1983 | Сутінкова зона                                  | Twilight Zone: The Movie                           | Так     | Так        | Ні        | Частина: "Kick the Can"                                                   |         |
| 1984 | Індіана Джонс і Храм Долі                       | Indiana Jones and the Temple of Doom               | Так     | Ні         | Ні        |                                                                           |         |
| 1985 | Барва пурпурова                                 | The Color Purple                                   | Так     | Так        | Ні        |                                                                           |         |
| 1985 | Бовдури                                         | The Goonies                                        | Ні      | Виконавчий | Історія   |                                                                           |         |
| 1987 | Імперія Сонця                                   | Empire of the Sun                                  | Так     | Так        | Ні        |                                                                           |         |
| 1989 | Індіана Джонс і останній хрестовий похід        | Indiana Jones and the Last Crusade                 | Так     | Ні         | Ні        |                                                                           |         |
| 1989 | Завжди                                          | Always                                             | Так     | Так        | Ні        |                                                                           |         |
| 1991 | Капітан Гак                                     | Hook                                               | Так     | Ні         | Ні        |                                                                           |         |
| 1993 | Парк Юрського періоду                           | Jurassic Park                                      | Так     | Ні         | Ні        |                                                                           |         |
| 1993 | Список Шиндлера                                 | Schindler's List                                   | Так     | Так        | Ні        |                                                                           |         |
| 1997 | Парк Юрського періоду 2: Загублений світ        | The Lost World: Jurassic Park                      | Так     | Ні         | Ні        |                                                                           |         |
| 1997 | Амістад                                         | Amistad                                            | Так     | Так        | Ні        |                                                                           |         |
| 1998 | Врятувати рядового Раяна                        | Saving Private Ryan                                | Так     | Так        | Ні        |                                                                           |         |
| 2001 | Штучний розум                                   | A.I. Artificial Intelligence                       | Так     | Так        | Так       |                                                                           |         |
| 2002 | Особлива думка                                  | Minority Report                                    | Так     | Ні         | Ні        |                                                                           |         |
| 2002 | Впіймай мене, якщо зможеш                       | Catch Me If You Can                                | Так     | Так        | Ні        |                                                                           |         |
| 2004 | Термінал                                        | The Terminal                                       | Так     | Так        | Ні        |                                                                           |         |
| 2005 | Війна світів                                    | War of the Worlds                                  | Так     | Ні         | Ні        |                                                                           |         |
| 2005 | Мюнхен                                          | Munich                                             | Так     | Так        | Ні        |                                                                           |         |
| 2008 | Індіана Джонс і королівство кришталевого черепа | Indiana Jones and the Kingdom of the Crystal Skull | Так     | Ні         | Ні        |                                                                           |         |
| 2011 | Пригоди Тінтіна: Таємниця «Єдинорога»           | The Adventures of Tintin                           | Так     | Так        | Ні        | Також консультант по світлу                                               |         |
| 2011 | Бойовий кінь                                    | War Horse                                          | Так     | Так        | Ні        |                                                                           |         |
| 2012 | Лінкольн                                        | Lincoln                                            | Так     | Так        | Ні        |                                                                           |         |
| 2015 | Міст шпигунів                                   | Bridge of Spies                                    | Так     | Так        | Ні        |                                                                           |         |
| 2016 | Великий дружній велетень                        | The BFG                                            | Так     | Так        | Ні        |                                                                           |         |
| 2017 | Секретне досьє                                  | The Post                                           | Так     | Так        | Ні        |                                                                           |         |
| 2018 | Першому гравцю приготуватися                    | Ready Player One                                   | Так     | Так        | Ні        |                                                                           |         |
| 2021 | Вестсайдська історія                            | West Side Story                                    | Так     | Так        | Ні        |                                                                           |         |
| 2022 | Фабельмани                                      | The Fabelmans                                      | Так     | Так        | Так       | Співавтор сценарію разом з Тоні Кушнером                                  |         |
| 2026 | Майбутній фільм Стівена Спілберга               | Untitled Steven Spielberg film                     | Так     | Ні         | Ні        |                                                                           |         |
| TBA  | Булліт                                          | Bullitt                                            | Так     | Ні         | Ні        |                                                                           |         |

#### Короткометражні фільми
| Рік  | Назва українською | Оригінальна назва | Режисер | Продюсер | Сценарист | Примітки                             | Джерела |
| ---- | ----------------- | ----------------- | ------- | -------- | --------- | ------------------------------------ | ------- |
| 1959 | Остання зброя     | The Last Gun      | Так     | Так      | Ні        |                                      |         |
| 1961 | Бійцівський загін | Fighter Squad     | Так     | Так      | Так       |                                      |         |
| 1961 | Втеча в нікуди    | Escape to Nowhere | Так     | Так      | Так       |                                      |         |
| 1967 | Потік             | Slipstream        | Так     | Так      | Ні        | Незакінчений                         |         |
| 1968 | Емблін            | Amblin            | Так     | Ні       | Так       | Також редактор, не вказаний в титрах |         |

#### Продюсер
| Рік  | Назва українською                          | Оригінальна назва                  | Режисер                    | Джерела |
| ---- | ------------------------------------------ | ---------------------------------- | -------------------------- | ------- |
| 1991 | Американська історія 2: Фівел їде на Захід | An American Tail: Fievel Goes West | Філ Ніббелінк Саймон Веллс |         |
| 2005 | Мемуари гейші                              | Memoirs of a Geisha                | Роб Маршалл                |         |
| 2006 | Прапори наших батьків                      | Flags of Our Fathers               | Клінт Іствуд               |         |
| 2006 | Листи з Іодзіми                            | Letters from Iwo Jima              | Клінт Іствуд               |         |
| 2011 | Супер 8                                    | Super 8                            | Джефрі Джейкоб Абрамс      |         |
| 2014 | Прянощі та пристрасті                      | The Hundred-Foot Journey           | Лассе Гальстрем            |         |
| 2015 | Освенцим                                   | Auschwitz                          | Джеймс Молл                | [ 1 ]   |
| 2023 | Маестро                                    | Maestro                            | Бредлі Купер               |         |
| 2023 | Колір ліловий                              | The Color Purple                   | Блітц Базавуле             |         |

#### Виконавчий продюсер
| Рік  | Назва українською                                                 | Оригінальна назва                                                  | Режисер                                                                                    | Примітки               | Джерела |
| ---- | ----------------------------------------------------------------- | ------------------------------------------------------------------ | ------------------------------------------------------------------------------------------ | ---------------------- | ------- |
| 1978 | Хочу тримати тебе за руку                                         | I Wanna Hold Your Hand                                             | Роберт Земекіс                                                                             |                        |         |
| 1980 | Вживані автомобілі                                                | Used Cars                                                          | Роберт Земекіс                                                                             |                        |         |
| 1981 | Континентальний вододіл                                           | Continental Divide                                                 | Майкл Ептед                                                                                |                        |         |
| 1984 | Гремліни                                                          | Gremlins                                                           | Джо Данте                                                                                  |                        |         |
| 1985 | Назад у майбутнє                                                  | Back to the Future                                                 | Роберт Земекіс                                                                             |                        |         |
| 1985 | Молодий Шерлок Холмс                                              | Young Sherlock Holmes                                              | Баррі Левінсон                                                                             |                        |         |
| 1986 | Американський хвіст                                               | An American Tail                                                   | Дон Блут                                                                                   |                        |         |
| 1986 | Прірва                                                            | The Money Pit                                                      | Річард Бенджамін                                                                           |                        |         |
| 1987 | Батарейки не додаються                                            | Batteries Not Included                                             | Метью Роббінс                                                                              |                        |         |
| 1987 | Внутрішній космос                                                 | Innerspace                                                         | Джо Данте                                                                                  |                        |         |
| 1988 | Хто підставив кролика Роджера?                                    | Who Framed Roger Rabbit                                            | Роберт Земекіс                                                                             |                        |         |
| 1988 | Земля первісних часів                                             | The Land Before Time                                               | Дон Блут                                                                                   |                        |         |
| 1989 | Назад у майбутнє 2                                                | Back to the Future Part II                                         | Роберт Земекіс                                                                             |                        |         |
| 1989 | Неприємності Таммі                                                | Tummy Trouble                                                      | Роб Мінкофф Френк Маршалл                                                                  | Короткометражний фільм |         |
| 1989 | Батько                                                            | Dad                                                                | Гері Девід Голдберг                                                                        |                        |         |
| 1990 | Arachnophobia                                                     | Arachnophobia                                                      | Френк Маршалл                                                                              |                        |         |
| 1990 | Сни                                                               | Dreams                                                             | Куросава Акіра                                                                             |                        |         |
| 1990 | Назад у майбутнє 3                                                | Back to the Future Part III                                        | Роберт Земекіс                                                                             |                        |         |
| 1990 | Кролик на американських гірках                                    | Roller Coaster Rabbit                                              | Роб Мінкофф Френк Маршалл                                                                  | Короткометражний фільм |         |
| 1990 | Гремліни 2                                                        | Gremlins 2: The New Batch                                          | Джо Данте                                                                                  |                        |         |
| 1990 | Джо проти вулкана                                                 | Joe Versus the Volcano                                             | Джон Патрік Шенлі                                                                          |                        |         |
| 1992 | Як я провів свої канікули                                         | Tiny Toon Adventures:How I Spent My Vacation                       | Річ Аронс Кен Бойєр Кент Баттерворт Баррі Колдвелл Альфред Гімено Арт Леонарді Байрон Вонс | Direct-to-video        |         |
| 1993 | Заплутаний слід                                                   | Trail Mix-Up                                                       | Баррі Кук                                                                                  | Короткометражний фільм |         |
| 1993 | Ми повернулися! Історія динозаврів                                | We're Back! A Dinosaur's Story                                     | Дік Зондаг Ральф Зондаг Філ Ніббелінк Саймон Веллс                                         |                        |         |
| 1994 | Флінстоуни                                                        | The Flintstones                                                    | Браян Левант                                                                               | Як "Steven Spielrock"  |         |
| 1995 | Каспер                                                            | Casper                                                             | Бред Сілберлінг                                                                            |                        |         |
| 1995 | Балто                                                             | Balto                                                              | Саймон Веллс                                                                               |                        |         |
| 1996 | Смерч                                                             | Twister                                                            | Ян де Бонт                                                                                 |                        |         |
| 1997 | Люди в чорному                                                    | Men in Black                                                       | Баррі Зонненфельд                                                                          |                        |         |
| 1998 | Останні дні                                                       | The Last Days                                                      | Джеймс Молл                                                                                | Документальний фільм   |         |
| 1998 | Маска Зорро                                                       | The Mask of Zorro                                                  | Мартін Кемпбелл                                                                            |                        |         |
| 1998 | Зіткнення з безоднею                                              | Deep Impact                                                        | Мімі Ледер                                                                                 |                        |         |
| 1999 | Бажання Вакко                                                     | Wakko's Wish                                                       | Ліз Хольцман Расті Міллс Том Реггер                                                        | Direct-to-video        |         |
| 2000 | Очі Голокосту                                                     | A Holocaust szemei                                                 | Янош Сас                                                                                   | Документальний фільм   |         |
| 2001 | Парк Юрського періоду 3                                           | Jurassic Park III                                                  | Джо Джонстон                                                                               |                        |         |
| 2002 | Люди в чорному 2                                                  | Men in Black II                                                    | Баррі Зонненфельд                                                                          |                        |         |
| 2005 | Легенда Зорро                                                     | The Legend of Zorro                                                | Мартін Кемпбелл                                                                            |                        |         |
| 2006 | Будинок-монстр                                                    | Monster House                                                      | Ґіл Кінан                                                                                  |                        |         |
| 2006 | Назви своє ім'я                                                   | Spell Your Name                                                    | Сергій Буковський                                                                          | Документальний фільм   | [ 2 ]   |
| 2007 | Трансформери                                                      | Transformers                                                       | Майкл Бей                                                                                  |                        |         |
| 2008 | Орлиний зір                                                       | Eagle Eye                                                          | Ді Джей Карузо                                                                             |                        |         |
| 2009 | Трансформери: Помста полеглих                                     | Transformers: Revenge of the Fallen                                | Майкл Бей                                                                                  |                        |         |
| 2009 | Милі кості                                                        | The Lovely Bones                                                   | Пітер Джексон                                                                              |                        |         |
| 2010 | Потойбічне                                                        | Hereafter                                                          | Клінт Іствуд                                                                               |                        |         |
| 2010 | Справжня мужність                                                 | True Grit                                                          | Брати Коен                                                                                 |                        |         |
| 2011 | Трансформери: Темний бік Місяця                                   | Transformers: Dark of the Moon                                     | Майкл Бей                                                                                  |                        |         |
| 2011 | Ковбої проти прибульців                                           | Cowboys & Aliens                                                   | Джон Фавро                                                                                 |                        |         |
| 2011 | Реальна сталь                                                     | Real Steel                                                         | Шон Леві                                                                                   |                        |         |
| 2012 | Люди в чорному 3                                                  | Men in Black 3                                                     | Баррі Зонненфельд                                                                          |                        |         |
| 2013 | Не кажи ні, поки я не закінчу говорити: Історія Річарда Д. Занука | Don't Say No Until I Finish Talking:The Story of Richard D. Zanuck | Лоран Бузеро                                                                               | Документальний фільм   | [ 3 ]   |
| 2014 | Трансформери: Час вимирання                                       | Transformers: Age of Extinction                                    | Майкл Бей                                                                                  |                        |         |
| 2015 | Світ Юрського періоду                                             | Jurassic World                                                     | Колін Треворроу                                                                            |                        |         |
| 2016 |                                                                   | Finding Oscar                                                      | Раян Суфферн                                                                               | Документальний фільм   | [ 4 ]   |
| 2017 | Трансформери: Останній лицар                                      | Transformers: The Last Knight                                      | Майкл Бей                                                                                  |                        | [ 5 ]   |
| 2018 | Світ Юрського періоду 2                                           | Jurassic World: Fallen Kingdom                                     | Хуан Антоніо Байона                                                                        |                        |         |
| 2018 | Перша людина                                                      | First Man                                                          | Дам'єн Шазель                                                                              |                        |         |
| 2018 | Бамблбі                                                           | Bumblebee                                                          | Тревіс Найт                                                                                |                        |         |
| 2019 | Люди в чорному: Інтернешнл                                        | Men in Black: International                                        | Фелікс Ґері Ґрей                                                                           |                        | [ 6 ]   |
| 2022 | Світ Юрського періоду 3: Домініон                                 | Jurassic World: Dominion                                           | Колін Треворроу                                                                            |                        |         |
| 2023 | Трансформери: Повстання звірів                                    | Transformers: Rise of the Beasts                                   | Стівен Кейпл-молодший                                                                      |                        |         |
| 2023 | Індіана Джонс 5                                                   | Indiana Jones and the Dial of Destiny                              | Джеймс Менголд                                                                             |                        | [ 7 ]   |

### Камео
| Рік  | Назва українською                        | Оригінальна назва                    | Роль                                      |
| ---- | ---------------------------------------- | ------------------------------------ | ----------------------------------------- |
| 1975 | Щелепи                                   | Jaws                                 | Працівник Point Lifestation (озвучування) |
| 1980 | Брати Блюз                               | The Blues Brothers                   | Податковий інспектор                      |
| 1984 | Індіана Джонс і Храм Долі                | Indiana Jones and the Temple of Doom | Турист в аеропорту                        |
| 1984 | Гремліни                                 | Gremlins                             | Чоловік на електричному інвалідному візку |
| 1990 | Гремліни 2                               | Gremlins 2: The New Batch            | Людина на скутері                         |
| 1997 | Парк Юрського періоду 2: Загублений світ | The Lost World: Jurassic Park        | Чоловік, що їсть попкорн                  |
| 1997 | Люди в чорному                           | Men in Black                         | Прибулець на екрані телевізора            |
| 2001 | Ванільне небо                            | Vanilla Sky                          | Гість на вечірці                          |
| 2002 | Остін Паверс: Золотий орган              | Austin Powers in Goldmember          | Себе                                      |
| 2011 | Paul                                     | Paul                                 | Себе (озвучування)                        |

### Поява в документальних фільмах
| Рік  | Назва українською                                   | Оригінальна назва                                        |
| ---- | --------------------------------------------------- | -------------------------------------------------------- |
| 1982 | Кімната 666                                         | Room 666                                                 |
| 2000 |                                                     | Chuck Jones: Extremes & Inbetweens – A Life in Animation |
| 2001 | Стенлі Кубрик: Життя в кіно                         | Stanley Kubrick: A Life in Pictures                      |
| 2004 | Подвійна зухвалість                                 | Double Dare                                              |
| 2004 | На передньому краї: Магія знімання домашнього відео | The Cutting Edge: The Magic of Movie Editing             |
| 2005 | Поставлено Джоном Фордом                            | Directed by John Ford                                    |
| 2006 |                                                     | The Shark Is Still Working                               |
| 2010 |                                                     | Hollywood Don't Surf!                                    |
| 2011 | Рей Гарріхаузен: Титан спецефектів                  | Ray Harryhausen: Special Effects Titan                   |
| 2013 | Дрю: Людина за плакатом                             | Drew: The Man Behind the Poster                          |
| 2015 | Назад у минуле                                      | Back in Time                                             |
| 2016 | Партитура: Документальний фільм про музику          | Score                                                    |
| 2016 | Mike Nichols: American Masters                      |                                                          |
| 2017 | Спілберг                                            | Spielberg                                                |
| 2019 | Епоха кіно                                          | The Movies                                               |
| 2022 | Світло та магія                                     | Light & Magic                                            |

### Без вказання в титрах
| Рік  | Назва українською           | Оригінальна назва                            | Роль                     | Джерела |
| ---- | --------------------------- | -------------------------------------------- | ------------------------ | ------- |
| 1983 | Обличчя зі шрамом           | Scarface                                     | Співрежисер однієї сцени | [ 8 ]   |
| 1984 | Нескінченна історія         | The NeverEnding Story                        | Допомога в пост-продакш  | [ 9 ]   |
| 2005 | Зоряні війни: Помста ситхів | Star Wars: Episode III – Revenge of the Sith | Другий режисер           | [ 10 ]  |
| 2013 | Вовк з Уолл-стріт           | The Wolf of Wall Street                      | Співрежисер однієї сцени | [ 11 ]  |

## Телебачення

### Режисер
| Рік        | Назва українською              | Оригінальна назва               | Примітки | Джерела |
| ---------- | ------------------------------ | ------------------------------- | --- | ------- |
| 1969, 1971 | Нічна галерея                  | Night Gallery                   | Сегмент B "Eyes" пілотного фільму Епізод 4, сегмент A "Make Me Laugh"                                         |         |
| 1970       | Доктор Маркус Велбі            | Marcus Welby, M.D.              | Епізод 1–27 "The Daredevil Gesture"                                                                           |         |
| 1971       | Назва гри                      | The Name of the Game            | Епізод 3–16 "L.A. 2017"                                                                                       |         |
| 1971       | Психіатр                       | The Psychiatrist                | Епізод 1–2 "The Private World of Martin Dalton" і 1–6 "Par for the Course"                                    |         |
| 1971       | Коломбо                        | Columbo                         | Епізод 1–1 "Murder by the Book"                                                                               |         |
| 1971       | Дуель                          | Duel                            | Телефільм |         |
| 1971       | Оуен Маршалл, радник адвокатів | Owen Marshall: Counselor at Law | Епізод 1–3 "Eulogy for a Wide Receiver"                                                                       |         |
| 1972       | Щось зловісне                  | Something Evil                  | Телефільм |         |
| 1973       | Дикун                          | Savage                          | Телефільм, також редактор                                                                                     |         |
| 1984       | Генії тенісу                   | Strokes of Genius               | Телесеріал |         |
| 1985–1987  | Дивовижні історії              | Amazing Stories                 | Епізоди 1–1 "Ghost Train" і 1–5 "The Mission" Також автор, сценарист декількох епізодів і виконавчий продюсер |         |

### Виконавчий продюсер
| Рік       | Назва українською                       | Оригінальна назва                    | Примітки                                               | Джерела       |
| --------- | --------------------------------------- | ------------------------------------ | ------------------------------------------------------ | ------------- |
| 1990–1992 | Пригоди мультяшок                       | Tiny Toon Adventures                 | Також озвучував Білого Кролика і себе (2 епізоди)      |               |
| 1991      | Мрія літати                             | A Wish for Wings That Work           |                                                        |               |
| 1992      | Водяний двигун                          | The Water Engine                     |                                                        |               |
| 1992      | Шоу Плакі Дака                          | The Plucky Duck Show                 |                                                        |               |
| 1993–1995 | Морські пригоди                         | SeaQuest DSV                         |                                                        |               |
| 1993      | Домашній пес                            | Family Dog                           |                                                        |               |
| 1993–1998 | Пустотливі анімашки                     | Animaniacs                           |                                                        |               |
| 1993      | Випуск 61-го                            | Class of '61                         |                                                        |               |
| 1994      | Пригоди мультяшок: Весняні канікули     | Tiny Toon Adventures: Spring Break   |                                                        |               |
| 1995–1998 | Пінкі та Брейн                          | Pinky and the Brain                  |                                                        |               |
| 1995      | Нічний жах Тайні Тун                    | Tiny Toon Adventures: Night Ghoulery |                                                        |               |
| 1995–1997 | Фріказоід!                              | Freakazoid!                          |                                                        |               |
| 1996–1997 | Головний інцидент                       | High Incident                        | Також один з створювачів і співавтор історії в "Pilot" |               |
| 1996      |                                         | Survivors of the Holocaust           | Також знявся в ролі самого себе                        | [ 12 ]        |
| 1998      | Тунсильванія                            | Toonsylvania                         |                                                        | [ 13 ]        |
| 1998      | Вторгнення в Америку                    | Invasion America                     |                                                        |               |
| 1998–1999 | Пінкі, Елмайра і Брейн                  | Pinky, Elmyra & the Brain            |                                                        |               |
| 2000      | Військовий конфлікт                     | Shooting War                         | Документальний                                         |               |
| 2001      | Ціна світу                              | Price for Peace                      |                                                        |               |
| 2001      | Ми залишилися одні разом                | We Stand Alone Together              |                                                        |               |
| 2001      | Брати по зброї                          | Band of Brothers                     |                                                        |               |
| 2001      | Semper fidelis                          | Semper Fi                            |                                                        |               |
| 2002      | Викрадена                               | Taken                                |                                                        |               |
| 2003      |                                         | Burma Bridge Busters                 |                                                        |               |
| 2004      |                                         | Voices from the List                 |                                                        |               |
| 2005      | На Захід                                | Into the West                        |                                                        |               |
| 2005      | Dan Finnerty & the Dan Band: I Am Woman |                                      |                                                        |               |
| 2009–2011 | Сполучені Штати Тари / Така різна Тара  | United States of Tara                |                                                        |               |
| 2010      | Тихий океан                             | The Pacific                          |                                                        |               |
| 2011–2015 | Коли падають небеса                     | Falling Skies                        |                                                        |               |
| 2011      | Terra Nova                              | Terra Nova                           |                                                        |               |
| 2011      | Замок і ключ                            | Locke & Key                          |                                                        |               |
| 2012–2013 | Успіх                                   | Smash                                |                                                        |               |
| 2012      | Річка                                   | The River                            |                                                        |               |
| 2013      | Щаслива сімка                           | Lucky 7                              |                                                        | [ 14 ] [ 15 ] |
| 2013–2015 | Під куполом                             | Under the Dome                       |                                                        |               |
| 2014–2015 | Екстант                                 | Extant                               |                                                        |               |
| 2014–2015 | Червоні браслети                        | Red Band Society                     |                                                        |               |
| 2015      | Шепіт                                   | The Whispers                         |                                                        |               |
| 2015      | Суспільна мораль                        | Public Morals                        |                                                        |               |
| 2015      | Особлива думка                          | Minority Report                      |                                                        |               |
| 2016      | До самого кінця                         | All the Way                          | Телевізійний фільм                                     |               |
| 2016–2019 | Булл                                    | Bull                                 |                                                        | [ 16 ]        |
| 2017      | П'ятеро повернулися додому              | Five Came Back                       | Також знявся в ролі самого себе                        |               |
| 2019–т.ч. | Розвелл, Нью-Мексико                    | Roswell, New Mexico                  |                                                        |               |
| 2020–т.ч. | Дивовижні історії                       | Amazing Stories                      |                                                        |               |
| 2020–2022 | Світ Юрського періоду: Крейдовий табір  | Jurassic World Camp Cretaceous       |                                                        | [ 17 ]        |
| 2020–т.ч. | Пустотливі анімашки                     | Animaniacs                           |                                                        |               |
| 2021      | Осло                                    | Oslo                                 | Телевізійний фільм                                     |               |
| 2022–т.ч. | Halo                                    | Halo                                 |                                                        |               |

## Відеоігри
| Рік  | Назва                               | Примітки  | Джерела |
| ---- | ----------------------------------- | --------- | ------- |
| 1982 | E.T. the Extra-Terrestrial          | Сценарист |         |
| 1995 | The Dig                             | Сценарист |         |
| 1996 | Steven Spielberg's Director's Chair |           |         |
| 1999 | Medal of Honor                      | Дизайнер  |         |
| 2000 | Medal of Honor: Underground         |           |         |
| 2002 | Medal of Honor: Allied Assault      | Сценарист |         |
| 2008 | Boom Blox                           | Дизайнер  |         |
| 2009 | Boom Blox Bash Party                | Дизайнер  |         |
| –    | LMNO                                | Скасовано |         |

## Музичні відео
| Рік  | Назва                         | Режисер | Продюсер | Сценарист | Інше  | Джерела |
| ---- | ----------------------------- | ------- | -------- | --------- | ----- | ------- |
| 1985 | "The Goonies 'R' Good Enough" | Ні      | Так      | Ні        | Актор |         |
| 2022 | "Cannibal"                    | Так     | Ні       | Ні        | Ні    |         |